# Sammi Adjei
Sammi Adjei, född den 18 november 1973, är en ghanansk fotbollsspelare som tog OS-brons i herrfotbollsturneringen vid de olympiska sommarspelen 1992 i Barcelona. 